# Вулиця Василя Кучера (Київ)
Ву́лиця Василя́ Ку́чера — вулиця у Святошинському районі міста Києва, житловий масив Мікільська Борщагівка. Пролягає від вулиці Івана Дзюби до вулиці Володимира Покотила.

## Історія
Вулиця запроєктована у середині 1960-х років під назвою 2-а Нова. Сучасна назва на честь українського письменника Василя Кучера — з 1967 року.
31 липня 2025 року на вулиці Кучера російською ракетою був зруйнований будинок 2а.